# 요코하마 월드 포터스

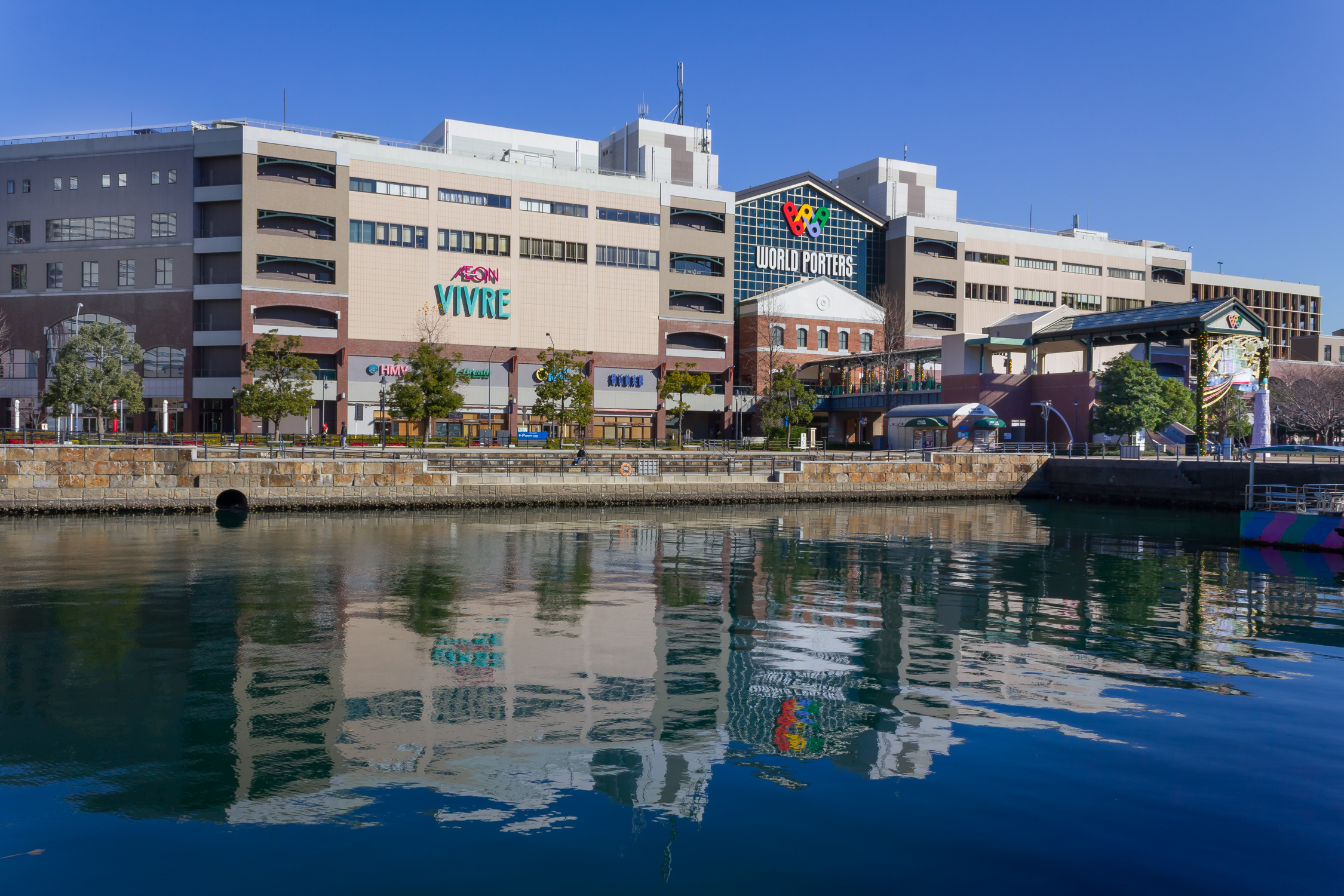
요코하마 월드 포터스

요코하마 월드 포터스(일본어: 横浜ワールドポーターズ 요코하마 와루도 포타즈[*], 영어: Yokohama World Porters)는 일본 가나가와현 요코하마시 미나토미라이 21에 있는 상업시설이다. 간단히 와포(일본어: ワーポ)라고도 한다.